# Гангдисе
Гангди́се, Гандисыша́нь Трансгимала́и (кит. 冈底斯山) — горная система Китая, находящаяся на юге Тибетского нагорья, и располагающаяся почти параллельно Гималаям, от которых отделена долинами рек Цангпо и Сатледж.

## Общая характеристика
Длина этой горной системы составляет примерно 1600 км, а ширина в центральной части до 300 км. Самая высокая вершина восточной части Гангдисе — Ньэнчентанглха (7162 м), центральной части — Лёнбо-Кангри (7095 м), западной части — Алинг-Гангри (6720 м). Высоты главных вершин 5000 — 5500 метров. Многие перевалы (Динла, Конгбопа, Горинг) находятся на высоте 5000 метров и более. Система Гангдисе сформирована преимущественно мезозойскими гранитами, кварцитами, сланцами и известняками, также присутствуют кислые лавы, перемежающиеся с красно-цветными отложениями.
Горная система состоит из нескольких хребтов. Наиболее крупными и обширными по протяжённости и высоте являются — Алинг-Гангри (в северо-западной части), Кайлас (в южной части) и Ньэнчентанглха в восточной. Между главными хребтами находятся второстепенные — Лапчунг, Канчунг-Гангри и другие.
Внутренние районы образованы чередованием беспорядочно расположенных цепей и межгорных котловин внутреннего стока на высотах около 4500 метров. В данных межгорных котловинах находится ряд озёр, например озеро Нам-Цо (Тэнгри-Нур).
Северные цепи характеризуются слабым расчленением, преимущественно плоскими или куполообразными вершинами, чередующимися с неглубокими межгорными долинами, а также интенсивным развитием процессов физического выветривания, продуктами которого засыпаны их склоны и подножия.
Южные цепи являются водоразделом между Индийским океаном и бессточной областью Тибета. Они представляют собой практически непрерывную цепь заснеженных гор с высокими пиками. На север и юг с них спускаются большие ледники. Поверхность этих цепей сильно расчленена, преобладают глубокие ущелья с крутыми склонами, на дне которых текут короткие, но многоводные реки бассейна Цангпо (Брахмапутры) и верхнего Инда.

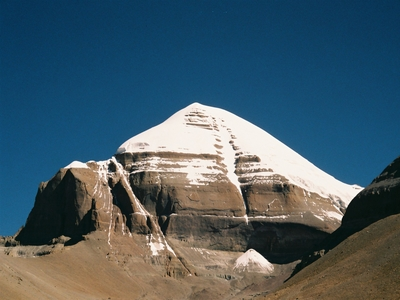
Гора Кангринбоче (Кайлас), вид с юга

## Климат
Климат суровый. В северной части горной системы практически не отличается от климата Тибетского нагорья. Хребты южной части подвержены влиянию индийского муссона.

## Ландшафты
На южных склонах Ньэнчентанглха и Кайласа хорошо прослеживается высотная поясность ландшафтов.
На хребтах северной части горной системы преобладают ландшафты высокогорных щебнисто-галечниковых пустынь, порой — с малогумусными, иногда солончаковатыми пустынными почвами механического состава. Наиболее южные цепи покрыты горными лугами. В средней части склонов появляется лугово-степная растительность. В верхних частях преобладают ледники, снежники, голые скалы и высокогорные пустыни.

## Животный и растительный мир
Растения в данных районах не образуют сплошного покрова. В центральных котловинах находятся высокогорные низкотравные степи, а на склонах, подверженных выветриванию — преобладают высокогорные луга с мятликом, типчаком и подушкообразными многолетними растениями.
Леса отсутствуют. Возле горных озёр иногда произрастает древовидный можжевельник.
Из животных распространены копытные: як, горный баран, антилопа оронго и другие. Хищники представлены волками, тибетской лисицей.

## Хозяйственное значение
Земли используются как естественные пастбища. Земледелие имеется только в отдельных районах.